# 溫莎-伊頓中央車站
温莎-伊顿中央车站（英語：Windsor & Eton Central railway station），是英国伯克郡温莎镇的两个终点火車站之一。 目前車站大部分建築用作服務旅客的購物中心，温莎皇家购物中心 ， 僅剩一小部分供火车站使用。本站位于高街（High Street）上，差不多就在城堡山（ 温莎城堡的主要公共入口）正對面。 
本站最初站名为温莎 ，后来两次更名：1904年6月1日首次改為温莎-伊顿 ，于1949年9月26日鐵路國有化後改為温莎-伊顿中央車站。 
本站是大西部铁路公司斯勞支线的终点站，從倫敦帕丁頓車站至此約32公里。温莎的另一个车站， 温莎-伊顿河畔站 （ Windsor＆Eton Riverside） ，是西南铁路由倫敦滑鐵盧車站發出之路線的终点站。

## 历史

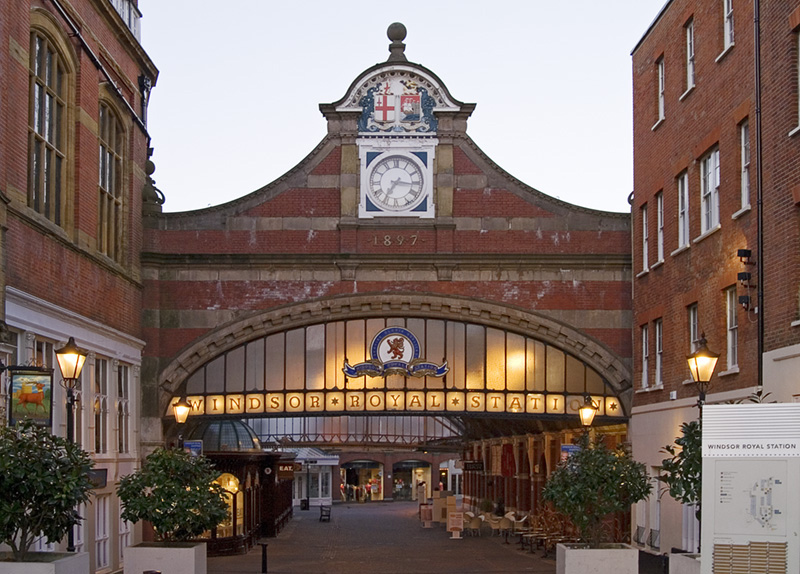
车站正门，在温莎城堡对面

1849年10月8日从斯劳支线竣工，溫莎車站同日始業。當時曾遭到伊顿公学领导层的强烈反对 ，因其相信铁路過靠近会使伊顿公学男孩误入歧途。 
曾於1871–72計畫延伸此支線，但在進入後期設計、購買部分路線用地，甚至興建了可能作為車站的建築後，擴建並未成真，到1914年被完全放弃。 

### 大都市和地区铁路
1863年， 大都会铁路在伦敦市的帕丁顿（Paddington）和法靈頓之间开通了世界上第一条地下铁路。大西部鐵路便開行由法靈頓到溫莎的定期班車。最初，这些班車使用宽轨車輛，因为最初興建大都会鐵路時便考慮到混合标准軌和宽轨車輛行駛，且有几个月还是从大西部鐵路租用機車與客車。到1865年，这条路线上每天有十列火车。 
后来， 地区铁路（District Railway）将服务范围扩大到伦敦西部。 1883年3月1日，开始營運經大西部主线从市長官邸站向温莎的列車。但列車並不受歡迎，可能是因为四輪客車並不適合行駛於Ealing Broadway與斯勞之間的不停車區間，但也可能是溫莎地區太富裕且离市区太远，導致通勤班車客源不足。该服务于1885年9月30日终止。     

### 结构
到達本站的路線會經過長1.861公里的高架桥和温莎铁路桥 ，这是布魯內爾设计的鍛鐵橋的唯一現存者。  原来的建筑只是一个單純的车棚，但後來由大西部鐵路为维多利亚女王登基鑽禧紀念重建，正面更为宏大，内部让人联想到帕丁顿車站。車站有两个岛式月台，以及一个位于南侧的海湾式月台。

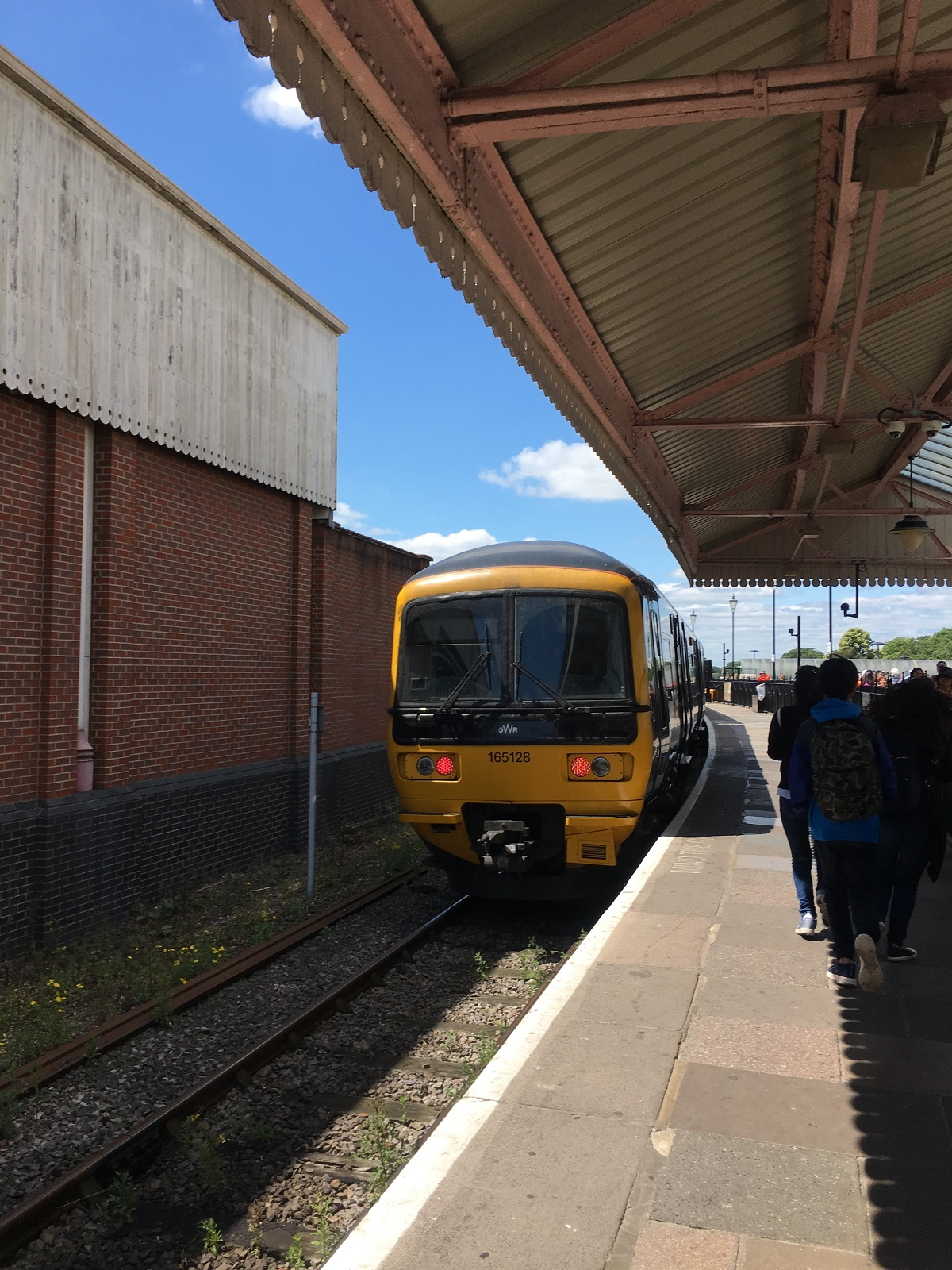
溫莎-伊頓中央車站的月台，停靠列車為英國鐵路165型柴聯車，2019年7月1日。

在1997年車站站體被收購並改為購物中心（溫沙皇家購物中心，Windsor Royal Shopping）。現僅有一個月台，且月台長度僅能服務最長三節車廂的列車。  

## 服务
大西方鐵路由斯勞往來温莎-伊顿中央车站的班車每20分鐘一班，單程花费6分钟，回程每20分钟运行一次。 在斯勞可以轉搭由大西部鐵路營運，開往雷丁與倫敦帕丁頓車站的列車。一般由斯劳到雷丁需時15–30分钟，到帕丁顿则是20–40分钟。 